# Tompojevci
Tompojevci su općina u Hrvatskoj.

## Zemljopis
Općina Tompojevci prostire se na 73,84 kilometra kvadratna, što znači da ima gotovo 7,5 tisuća hektara, od čega je 5700 ha obradive površine, 1200 ha šuma, a ostalo su ritovi i trstenici. Nalazi se u istočnom djelu Vukovarsko-srijemske županije i obuhvaća sela Berak, Bokšić, Čakovci, Mikluševci i Tompojevci. Na sjeveru graniči gradom Vukovarom, na istoku s općinom Lovas, na jugu s općinama Tovarnik i Nijemci i na zapadu s općinom Bogdanovci.
Prema popisu iz 1991. godine u ovome je kraju bilo 3284 stanovnika. Općina je formirana u progonstvu 23. travnja 1993., a prema popisu iz 2001. vratilo se 2000 stanovnika.

## Stanovništvo
Prema popisu stanovništva iz 2011. godine, u općini živi 1.565 stanovnika, od čega u Berku 386, Bokšiću 126, Čakovcima 367, Mikluševcima 378, Tompojevcima 308, dok u Grabovu nije bilo popisanih građana.
Prema nacionalnom sastavu, u općini većinu čine Hrvati - 966 (61,73%), Rusina ima 272 (17,38%), Srba 164 (10,48%), dok Mađara ima 141 (9,01%).
U Čakovcima većinom žive Mađari, a u Mikluševcima Rusini.
| broj stanovnika | 2327  | 3289  | 3336  | 3587  | 3514  | 3484  | 3671  | 3863  | 3782  | 4178  | 4186  | 3827  | 3273  | 3092  | 1999  | 1565  | 1116  |
|                 | 1857. | 1869. | 1880. | 1890. | 1900. | 1910. | 1921. | 1931. | 1948. | 1953. | 1961. | 1971. | 1981. | 1991. | 2001. | 2011. | 2021. |

| broj stanovnika | 500   | 671   | 685   | 688   | 664   | 701   | 781   | 813   | 767   | 782   | 768   | 662   | 537   | 510   | 409   | 308   | 227   |
|                 | 1857. | 1869. | 1880. | 1890. | 1900. | 1910. | 1921. | 1931. | 1948. | 1953. | 1961. | 1971. | 1981. | 1991. | 2001. | 2011. | 2021. |

## Uprava
Naselja u sastavu općine su: Tompojevci, Mikluševci, Čakovci, Grabovo, Berak i Bokšić.

## Gospodarstvo
Općina Tompojevci je u sastavu TNTL, ureda za međunarodnu suradnju.

## Obrazovanje
Osnovna škola u svim selima općine. U Tompojevcima, Bokšiću, Berku i Mikluševcima je osnovna škola, ali samo do 4. razreda, a u Čakovcima je osnovna škola sa svih 8 razreda koju polaze i učenici ostalih sela iz općine.

## Šport
U selu djeluje nogometni klub NK Tompojevci koji se natječe u 3. ŽNL Vukovarsko-srijemska.